# Jacu-do-cauca
O jacu-do-cauca (Penelope perspicax) é um cracídeo endêmico da Colômbia.